# Leonardo Palombizio
Leonardo Jesús Palombizio (Santa Fe, Argentina; 19 de junio de 1987) es un exfutbolista profesional argentino. Jugaba como delantero y su primer equipo fue Unión de Santa Fe. Juega de manera Amateur Actualmente y su club es La Universidad Nacional del Litoral de la Liga Santafesina de Fútbol.

## Trayectoria
Hizo las inferiores en Unión de Santa Fe y debutó profesionalmente el 3 de diciembre de 2005, en la victoria tatengue 3-1 ante Almagro: ese día ingresó a los 25 del ST en reemplazo de Bruno Casanova. En el año 2008 tuvo un paso por el equipo River Plate de Montevideo donde no encontró continuidad. Luego de este paso por Uruguay en el año 2009 fue a Ciclón de Tarija, donde fue uno de los goleadores de la Segunda División de Bolivia.
Volvió a Unión de Santa Fe pero fue dejado libre, por lo que arregló en Deportivo Roca de Río Negro, equipo que milita en el Torneo Argentino B.
Luego volvió a su ciudad natal para disputar la Liga Santafesina en clubes como Gimnasia y Esgrima de Ciudadela, Ateneo Inmaculada, Universidad Nacional del Litoral, La Perla del Oeste y Ciclón Racing,Actualmente desde el año 2019 se encuentra Jugando para el Equipo de Ateneo Inmaculada.

## Clubes
| Club                             | País      | Año       |
| -------------------------------- | --------- | --------- |
| Unión de Santa Fe                | Argentina | 2005-2008 |
| Club River Plante / Montevideo   | Uruguay   | 2008-2009 |
| Ciclón de Tarija                 | Bolivia   | 2009-2010 |
| Deportivo Roca de Río Negro      | Argentina | 2010      |
| Gimnasia y Esgrima de Ciudadela  | Argentina | 2011      |
| Ateneo Inmaculada                | Argentina | 2012      |
| Universidad Nacional del Litoral | Argentina | 2013-2014 |
| La Perla del Oeste               | Argentina | 2015      |
| Universidad Nacional del Litoral | Argentina | 2016      |
| Ateneo Inmaculada                | Argentina | 2017      |
| Ciclón Racing                    | Argentina | 2018      |
| Club Ateneo Inmaculada           | Argentina | 2019-ACT  |